# Johannes Nater
Johannes Nater (* 29. April 1856 in Hugelshofen; † 16. Juni 1928 in Aadorf) war ein Schweizer Lehrer und Lokalhistoriker.

## Leben
Johannes Nater wurde am 29. April 1856 in Hugelshofen im Thurgau in eine Bauernfamilie hinein geboren. Nach dem Besuch des von Heinrich Bachofner geleiteten Evangelischen Lehrerseminars Unterstrass in Zürich von 1872 bis 1876 unterrichtete er an der Seminarübungsschule in Schiers, 1879 an der Freien Schule Winterthur und 1880 bis 1885 in Hugelshofen. 1885 wechselte er, nach einem intensiven Wahlkampf, bei dem es um seine Konfession ging (er war Protestant), für den Rest seines Berufslebens an die Oberschule in Aadorf.
Seine ortsgeschichtlichen Studien betrieb Nater in seiner Freizeit. Ohne je Geschichte studiert zu haben, gilt seine Arbeitsweise als wegbereitend für die moderne Ortsgeschichtsschreibung im Kanton Thurgau. Seine Geschichte des Klosters Tänikon ist noch heute grundlegend.
1883 heiratete er Elise Klarer von Klarsreuti. Nach deren Tod im Juni 1887 heiratete er drei Jahre später Luise Gut von Bischofszell. Er starb am 16. Juni 1928 in Aadorf. Sein schriftlicher Nachlass befindet sich heute im thurgauischen Staatsarchiv.

## Werke
- Geschichte von Aadorf und Umgebung umfassend die evangelischen Kirchgemeinden Aadorf und Wängi-Stettfurt als Filialen, Matzingen und Aawangen, die katholischen Kirchgemeinden Aadorf und Tänikon, sowie das Kloster Tänikon und die umliegenden Burgen. J. Huber, Frauenfeld 1898.
- mit Johann Rudolf Rahn: Das ehemalige Frauenkloster Tänikon im Thurgau. Buchdruckerei Berichthaus, 1906.
- Die Gründung von Aadorf. Ein historisches Festspiel zur Schulhaus-Einweihung und zum Jubiläum des 1500jährigen Dorfbestandes 410–1910. Aadorf 1910.
- Die Gründung des Klosters Tänikon. In: Thurgauer Jahrbuch. Bd. 3, 1927, S. 22–34 (e-periodica).